# CTL (hogeschool)
CTL, voluit Industriële hogeschool van het Rijk voor Chemie-, Textiel- en Landbouw, was een hogeschool gelegen in de Voskenslaan Gent, die in 1995 opging in de Hogeschool Gent.

## Opleidingen
De hogeschool had een aanbod van chemie, textiel en landbouw en landmeterkunde op A1-niveau, zowel van het korte als van het lange type. Onder de tak chemie was er ook een brouwersafdeling.

## Geschiedenis
In een heel ver verleden lag de School voor Kunsten en Ambachten aan de basis, in Gent aan de Lindenlei opgericht door Koning Willem I.
Na vele jaren met fusies en afsplitsingen werd het CTL in 1977 gevormd door een hervorming waarbij drie rijksscholen werden samengevoegd tot de  Industriële hogeschool van het Rijk CTL. Het betrof 
- het Hoger Rijksinstituut voor Chemie en Voedingsindustrieën,
- het Hoger Rijksinstituut voor Landbouwindustrieën,
- het Hoger Rijksinstituut voor Textiel en Kunststoffen.

Het BME (Bouwkunde, Mechanica en Elektriciteit), aangrenzend gelegen, groepeerde de andere technologieën. 
Sinds 1995 zijn beide een onderdeel van de Hogeschool Gent. Ouderen hebben het soms nog over de CTL-gebouwen of de BME-CTL-campus.

## Bekende studenten
- Dirk De Pauw, Brouwerij De glazen toren
- Wim Saeyens, Brouwerij De Graal
- Jef Van den Steen, Brouwerij De glazen toren